# نابنط دورقي
نابنط دورقي (الاسم العلمي:Nepenthes ampullacea) هو نوع غير مؤكد من النباتات يتبع جنس النابنط من الفصيلة النابنطية.